# WIBID
WIBID (ang. Warsaw Interbank Bid Rate) – referencyjna wysokość oprocentowania lokat na polskim rynku międzybankowym. Wyznaczana jest jako średnia arytmetyczna wielkości oprocentowania podawanych przez banki działające w Polsce, które są uczestnikami panelu stawek referencyjnych WIBID i WIBOR, po odrzuceniu wielkości skrajnych. Banki podają stawki oprocentowania (w ujęciu rocznym), po jakich są gotowe przyjąć pieniądze od innych banków, o godzinie 11:00 każdego dnia roboczego. Proces wyznaczania wartości WIBID nazywany jest fixingiem WIBID.
Stawka WIBID ma charakter transakcyjny, bowiem w ciągu 15 minut od publikacji indeksów ustalonych podczas fixingu uczestniczące w nim banki zobowiązane są do zawierania między sobą transakcji według stawek nie gorszych od zgłoszonych tego dnia.

## Wyznaczanie stawek WIBID
WIBID jest wyznaczany dla lokat międzybankowych o następujących terminach zapadalności:
- ON (ang. overnight) – kredyt na jeden dzień, począwszy od dnia zawarcia transakcji (od dzisiaj na jeden dzień);
- TN (ang. tomorrow/next) – kredyt na jeden dzień, począwszy od następnego dnia roboczego po zawarciu transakcji (od jutra na jeden dzień);
- SW (ang. spot week) – kredyt na tydzień, począwszy od daty dwa dni robocze po zawarciu transakcji (od daty spot na tydzień);
- 2 tygodnie (2W) – kredyt na 2 tygodnie, począwszy od daty dwa dni robocze po zawarciu transakcji (od daty spot na 2 tygodnie);
- 1 miesiąc (1M) – kredyt na 1 miesiąc, począwszy od daty dwa dni robocze po zawarciu transakcji (od daty spot na 1 miesiąc);
- 3 miesiące (3M) – kredyt na 3 miesiące, począwszy od daty dwa dni robocze po zawarciu transakcji (od daty spot na 3 miesiące);
- 6 miesięcy (6M) – kredyt na 6 miesięcy, począwszy od daty dwa dni robocze po zawarciu transakcji (od daty spot na 6 miesięcy);
- 9 miesięcy (9M) – kredyt na 9 miesięcy, począwszy od daty dwa dni robocze po zawarciu transakcji (od daty spot na 9 miesięcy);
- 1 rok (1Y) – kredyt na 1 rok, począwszy od daty dwa dni robocze po zawarciu transakcji (od daty spot na 1 rok).

Proces wyznaczania stawek WIBID jest szczegółowo regulowany przez Regulamin Fixingu stawek referencyjnych WIBID i WIBOR. Od dnia 30 czerwca 2017 nowym administratorem stawek WIBID i WIBOR jest GPW Benchmark SA. Kontrolę nad przestrzeganiem regulaminu fixingu stawek referencyjnych WIBID przez uczestników fixingu i organizatora oraz prawidłowością ustalania i publikowania stawek referencyjnych WIBOR pełni Rada WIBOR, składająca się z ośmiu członków.
WIBID stanowi podstawę wyznaczania oprocentowania dla niektórych lokat długoterminowych (powyżej 1 roku) przyjmowanych przez banki krajowe. WIBID jest alternatywą dla WIBORU, która jednak charakteryzuje się większa zmiennością. W przypadku lokal opartych o WIBID banki do zmiennego oprocentowania, doliczają swoją premię. WIBID jest również popularnym punktem odniesienia (benchmark) dla funduszy inwestycyjnych inwestujących na krajowym rynku pieniężnym.